# Ludomir Zgirski
Ludomir Zgirski (ur. 22 lutego 1935 w Nieświeżu, zm. 25 czerwca 1990) – polski lekarz psychiatra, działacz partyjny i państwowy, doktor habilitowany nauk medycznych, w latach 1979–1980 wicewojewoda gdański.

## Życiorys
Syn Kazimierza i Stefanii. W 1962 ukończył studia medyczne na Akademii Medycznej w Gdańsku, specjalizował się w zakresie psychiatrii. Od 1963 był asystentem i następnie docentem na AM w Gdańsku. W 1970 obronił tam doktorat, później habilitował się. Od 1983 kierował katedrą psychiatrii. Opublikował m.in. książki dotyczące toksykomanii.
W latach 1955–1963 należał do Zrzeszenia Studentów Polskich, a w latach 1958–1965 – do Związku Młodzieży Socjalistycznej. W 1960 wstąpił do Polskiej Zjednoczonej Partii Robotniczej. Od 1963 do 1974 związany z komórką partyjną przy AM w Gdańsku (początkowo podstawową i okręgową organizacją partyjną, potem komitetem uczelnianym); od 1972 do 1974 był jej pierwszym sekretarzem. Od 1975 do 1977 członek egzekutywy Komitetu Dzielnicowego PZPR w Gdańsku-Wrzeszczu, potem do 1981 zasiadał w egzekutywie Komitetu Wojewódzkiego PZPR w Gdańsku. Od maja 1979 do września 1980 pełnił funkcję wicewojewody gdańskiego, następnie do 1981 był sekretarzem ds. nauki, oświaty i kultury w KW PZPR w Gdańsku.
Pochowany na Cmentarzu Łostowickim w Gdańsku.